# 田中豊雪
田中 豊雪（たなか とよゆき、1961年4月29日 - ）は、日本のベーシスト。神奈川県横浜市出身。青山学院大学経営学部経営学科中退。

## 来歴
THE SQUARE加入前は鳥山雄司のグループに在籍。1981年、同じく鳥山のグループに在籍していた清水永二と共にTHE SQUAREに加入し、1986年脱退。その後は渡辺満里奈や渡辺真知子、相原勇のサポートバンドでリーダーを務めた後、1990年頃にバンド「フィールド・ワーク」を結成。1991年に「Slap・Up・Slap」へと発展する（メンバーは田中豊雪、清水永二、大橋イサム、光田健一）。
2004年から、専門学校横浜ミュージックスクールの専任講師を務めている。
コナミ矩形波倶楽部のメンバーで結成されたバンド「矩形波倶楽部」でも、アルバムやライブなどでゲストとして参加。その後、元矩形波倶楽部のメンバーを中心に2018年に結成されたHEARTY MUSIC CLUB BAND（ほぼ矩形波倶楽部）にも参加している。
田中のライブの時の見せ場はTHE SQUAREの曲である「JAPANESE SOUL BROTHERS」ベースソロ演奏時におけるジミ・ヘンドリックスさながらのベースを頭上に担ぎ上げての背面弾きや、前歯でベースの弦を咥え上げてプラッキングするパフォーマンスで観衆を大いに沸かせていた。
THE SQUARE在籍時、武道館でのイベントで演奏中にステージから飛び降りたという逸話がある。武道館のステージは非常に高く出来ており、危険なため飛び降りるミュージシャンはまずいない。1985年年末のTHE SQUARE武道館ライブにおいて和泉宏隆より「武道館のステージから飛び降りたのはロッド・スチュワート、大友康平、そして田中豊雪だ」とこの逸話が紹介された。ちなみに舞台から飛び降りて演奏している様子は、CBSソニーから発売されたレーザーディスク『DREAM NIGHT SPECIAL』の「LITTLE MERMAID」において確認できる。
また、THE SQUARE在籍時にはライブにおいてシンセサイザー（「RODAN」「君はハリケーン」など）や電子ドラム（「OVERNIGHT SENSATION」など）も演奏していた。
カピバラが好きとのこと。

## 作曲したスクェアの楽曲一覧
- BETWEEN（アルバム『脚線美の誘惑』に収録）
- STINGRAY（アルバム『うち水にRainbow』に収録）
- RODAN（アルバム『ADVENTURES』に収録）
- STIMULATOR（アルバム『R・E・S・O・R・T』に収録）
- OVERHEAD KICK（アルバム『S・P・O・R・T・S』に収録）
- Anthem （アルバム『Wonderful Days』に収録）
- Fine Play!（アルバム『Smile』に収録）